# Hydrochus pseudosquamifer
Hydrochus pseudosquamifer är en skalbaggsart som beskrevs av Miller 1965. Hydrochus pseudosquamifer ingår i släktet Hydrochus och familjen gyttjebaggar. Inga underarter finns listade i Catalogue of Life.